# Mads Andersen (pokerspiller)
 For alternative betydninger, se Mads Andersen. (Se også artikler, som begynder med Mads Andersen)
Mads Andersen (født 10. august 1970) er en dansk backgammon- og pokerspiller.
Andersen vandt i 2002 verdensmesterskabet i backgammon, og vandt i 2005 EPT København på anden sæson af European Poker Tour.
I alt har han vundet over 1,1 mio. dollars i pokerturneringer..